# Rosolovec červený
Rosolovec červený (Guepinia helvelloides; syn.: Tremiscus helvelloides) je vzácná stopkovýtrusná houba s nápadně červeně zbarvenými plodnicemi.

## Popis
Plodnice houby jsou kornoutovitého nebo jazykovitého tvaru, zpravidla složené ze svinutého, podélně přerušeného cípu, jež je navrchu ohrnut vně plodnice; výška činí 3–15 cm. Plodnice je velmi pružné až rosolovité konzistence, je lysá, za vlhka mírně lepkavá. Zbarvena je nápadně, lososově, oranžově až hnědočerveně, na bázi bývá světlejší a na vnitřní straně může být bíle ojíněná. Chuť a vůně jsou nenápadné. Vzhledem k charakteristickému tvaru a konzistenci a nápadnému zbarvení se jedná o snadno určitelný druh.

## Výskyt
Rosolovec červený se v České republice vyskytuje dosti vzácně a je zařazen do Červeného seznamu hub (makromycetů) České republiky jako téměř ohrožený druh. Roste ze zbytků dřeva ponořeného v půdě v jehličnatých lesích zejména v horských polohách a na vápencových podkladech. Roste od června do října.

## Užití
Rosolovec červený je jedlá houba. Uvádí se, že je velice chutný v salátech, nakládaný a je možno jej pojídat i syrový. Jedná se však o vzácný druh.